# 大浦天主堂停留場
大浦天主堂停留場（おおうらてんしゅどうていりゅうじょう、大浦天主堂電停）は、長崎県長崎市大浦町にある長崎電気軌道の停留場。駅番号は50。5号系統が停車する。
名前の通り大浦天主堂のほか、グラバー園の最寄り停留場でもある。

## 歴史
当停留場は1916年（大正5年）に松ヶ枝橋停留場（まつがえばしていりゅうじょう）として開業した。その後1930年（昭和5年）に弁天橋停留場（べんてんばしていりゅうじょう）に改称。50年近く同名を名乗り続けたが、付近にあるバス停の名称に合わせて1980年（昭和50年）に大浦天主堂下停留場（おおうらてんしゅどうしたていりゅうじょう）へ改称した。2018年（平成30年）には停留場の最寄り施設を明確にするため、「下」を外した大浦天主堂停留場に改称している。

### 年表
- 1916年（大正5年）12月27日：松ヶ枝橋停留場として開業[2]。
- 1930年（昭和5年）4月：弁天橋停留場に改称[2]。
- 1980年（昭和55年）5月1日：大浦天主堂下停留場に改称[2]。
- 1999年（平成11年）3月30日：河川側のホーム（築町方面ホーム）を改築[6][7]。
- 2000年（平成12年）3月28日：道路側のホーム（石橋方面ホーム）を設置[6][7]。長崎バスのバス停との併設供用開始[8]。
- 2001年（平成13年）6月26日：行先案内放送装置を設置[6]。
- 2008年（平成20年）5月29日：電車接近表示装置を設置[9]。
- 2009年（平成21年）11月26日：構内の芝生軌道化工事が完了[10]。
- 2018年（平成30年）8月1日：大浦天主堂停留場に改称[5][11]。

## 構造

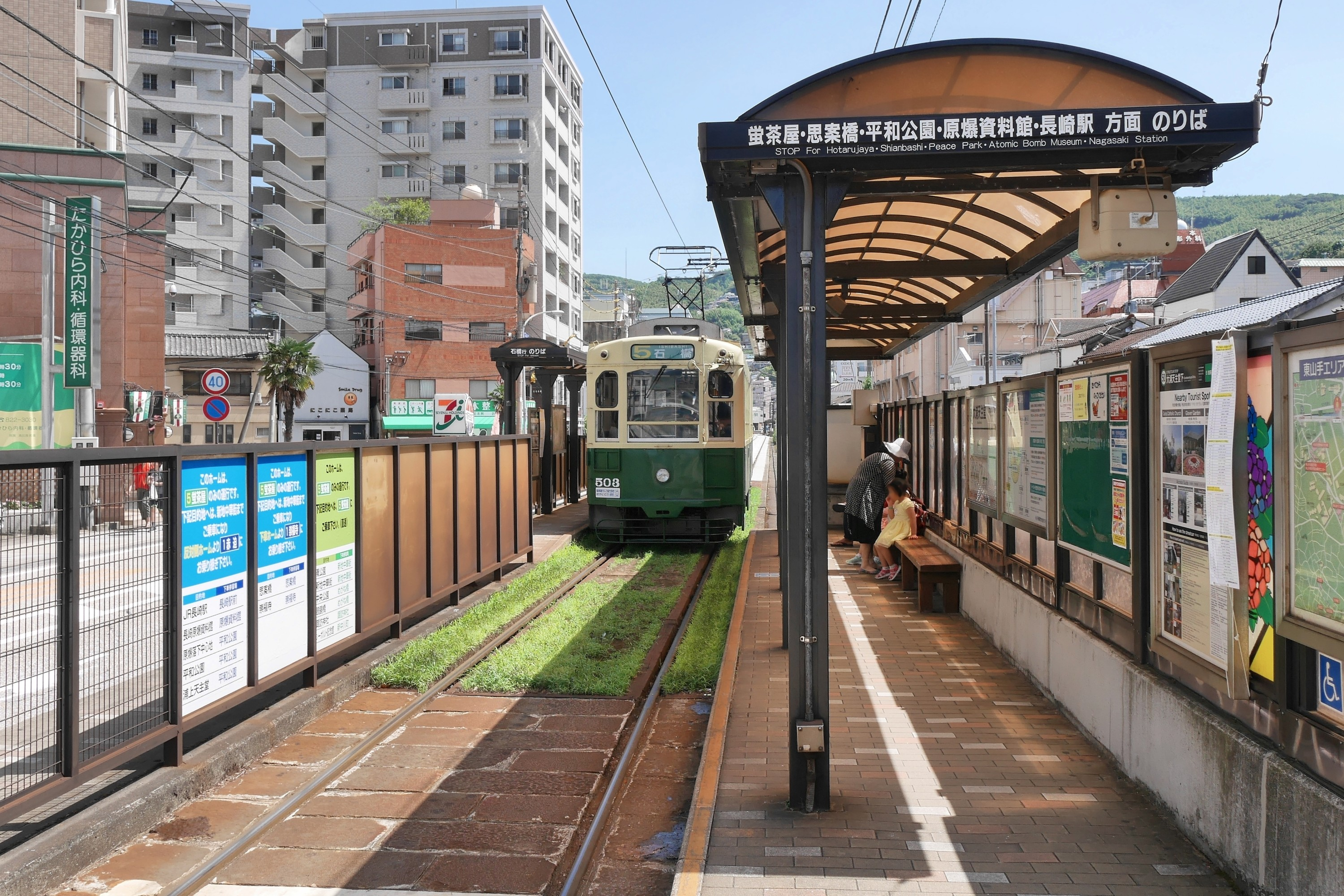
大浦海岸通側より見た停留場。線路の左側、電車が止まっているのがバス停と共用の石橋方面行き、右側が新地中華街方面行きのホームである。

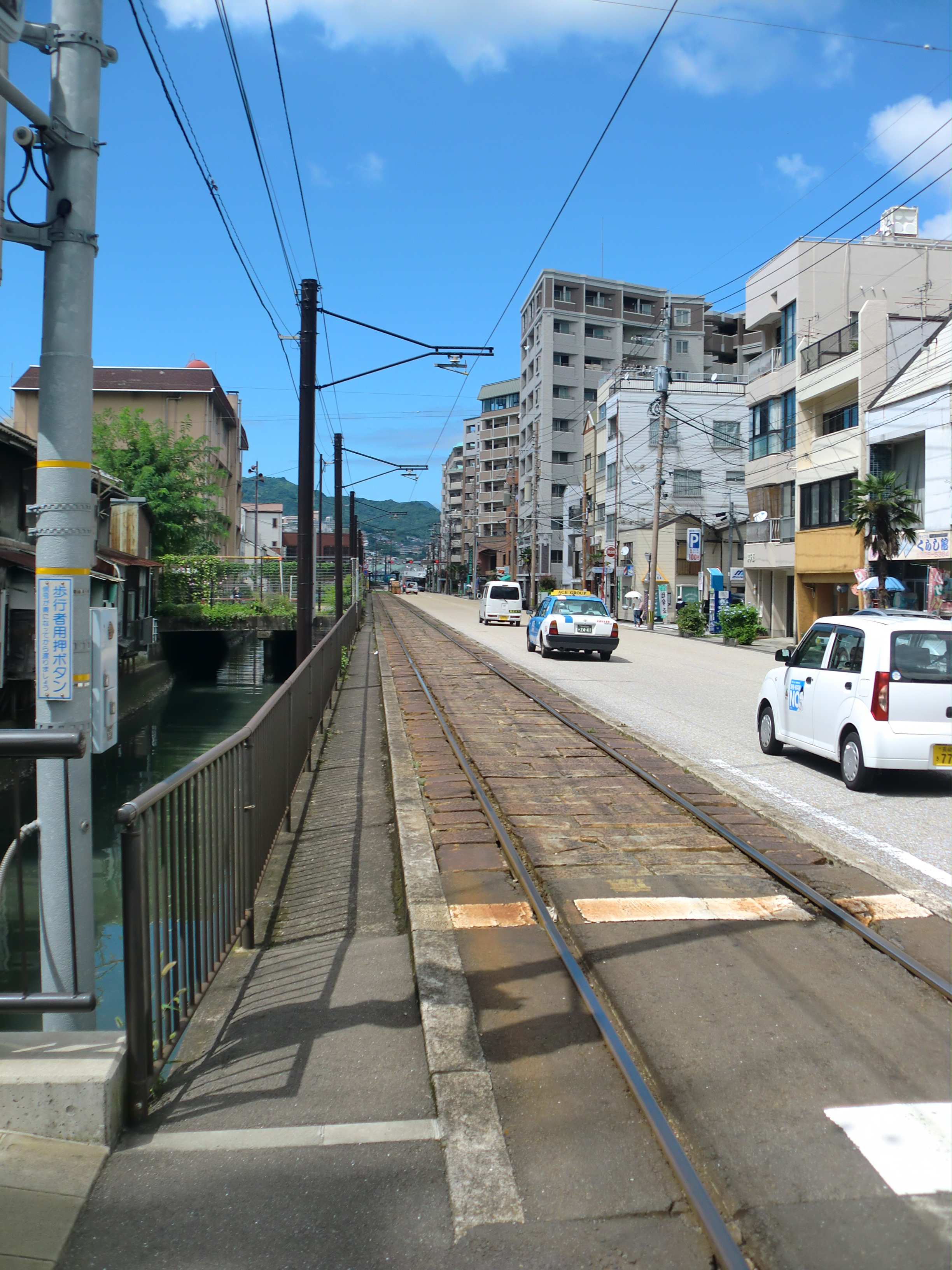
大浦川と道路の間に敷かれた単線の軌道

大浦天主堂停留場は併用軌道区間にある停留場だが、軌道敷は路面より若干高い位置にあり、半ば道路から独立した専用軌道のような状態である。軌道は単線で大浦川と並走する道路との間に敷かれ、ホームは軌道を挟んで両側に1面ずつ設けられている。河川側にあるのが新地中華街方面行きのホーム、道路側にあるのが石橋方面行きのホーム。互いの乗り場の位置は斜向かいにずれていて、新地中華街寄りから見ると河川側・新地中華街方面行きの乗り場が手前にある。停留場がある区間の軌道には芝生が植えられ緑化されている。
かつては河川側のホームのみで（片面ホーム）、これが新地中華街寄りから見て右側であるため、前中扉の360形や500形は当停留場を使用できなかった。利便性のため道路側にホームを新設したのは2000年（平成12年）。このときホームの反対側にはバス停留所を併設し、日本で初めて路面電車とバスを一つのホームで乗り換えられるようにした。ただホーム幅は狭く乗客があふれる恐れがあるため、一部防護柵を取り付けている。河川側のホームは1999年（平成11年）に改良され、上屋の取り換えやホームのかさ上げ、スロープの設置がなされた。
このほか、停留場には案内放送装置や電車接近表示装置を備える。

## 利用状況
長崎電軌の調査によると1日の乗降客数は以下の通り。
- 1998年 - 2,259人[1]
- 2015年 - 800人[17]

## 周辺
一帯には大浦天主堂やグラバー園のほか観光施設が点在し、当停留場を利用する観光客も多い。
- 長崎市旧香港上海銀行長崎支店記念館
- 松翁軒
- 四海樓本店
- 長崎あじさい病院
- 祈りの丘絵本美術館
- 旧羅典神学校
- 軍艦島デジタルミュージアム
- 東山手十二番館
- 大浦警察署
- 長崎バス「大浦天主堂下」バス停
- 昭和会病院

## 隣の停留場
長崎電気軌道
大浦支線
大浦海岸通停留場 (48) - 大浦天主堂停留場 (50) - 石橋停留場 (51)